# Lady Raffles returns
Lady Raffles returns est un film muet américain réalisé par Francis Ford et Grace Cunard, sorti en 1916.

## Fiche technique
- Réalisation : Francis Ford, Grace Cunard
- Scénario : Grace Cunard, Francis Ford, Harry Mann
- Durée : 20 minutes
- Genre : Drame
- Date de sortie : États-Unis : 28 mars 1916

## Distribution
- Grace Cunard : Lady Raffles
- Francis Ford : Détective Kelly
- Jack Connolly
- Harry Mann
- Lionel Bradshaw